# Marc Reynebeau
Marc Reynebeau (Albertstad (Belgisch-Congo), 6 mei 1956) is een Belgisch journalist, columnist en historicus. Hij was verbonden aan het weekblad Knack, en vervolgens redacteur Weekendbijlagen bij de krant De Standaard. Naast columns schrijft hij ook boeken en essays.

## Levensloop
Reynebeau werd geboren in Belgisch-Congo. Zijn vader was in de Belgische kolonie technicus in een textielfabriek van UCO. In 1968 kwam Reynebeau terug naar België. In 1977 studeerde hij af als licentiaat in de Geschiedenis aan de Rijksuniversiteit Gent.
Hij was achtereenvolgens medewerker van de Culturele Dienst Stad Gent (1978-1979), wetenschappelijk medewerker aan de Erasmus Universiteit te Rotterdam (1978-1991) en redacteur bij het weekblad Knack (1979-2003). Reynebeau is sinds 1982 ook medewerker van de VRT, eerst als presentator van het cultuurprogramma Trommels en Trompetten op Canvas en in 2004 ook als sarcastisch enig jurylid van De Slimste Mens ter Wereld.
In 2003, na bijna 25 jaar voor Knack geschreven te hebben, ruilde Reynebeau de weekbladjournalistiek voor het dagelijkse ritme van de krant De Standaard. Hij had reeds aan De Standaard der Letteren meegewerkt voor hij bij Knack in dienst kwam. Wijlen Frans Verleyen, ook ex-De Standaard, was toen fier de jonge journalist naar 'zijn' Knack te hebben gelokt. Bij Knack zelf was er wat onvrede omdat hij de jongste tijd meer voor de televisiecamera's dan op de redactie te vinden was. Een aanbod om voortaan op freelancebasis bijdragen te leveren voor het weekblad kon Reynebeau niet bekoren.

## Opinie
In zijn opiniestukken stelt hij zich vaak kritisch op tegen het Vlaamse separatisme en wordt hij mede daardoor door velen beschouwd als een belgicist. Zelf bestempelt hij zichzelf echter als een federalist.
Na de moord op de Nederlandse regisseur Theo van Gogh, en de vele reacties daarop, schreef Reynebeau op 9 november 2004 in De Standaard een opiniestuk, waarin hij opriep om "de voorkeur te geven aan het door de verlichting geïnspireerd debat, in plaats van wederzijds gescheld, wat mogelijk leidt tot polarisering en geweld". Het openhouden van het gesprek op basis van gelijkheid, waarin alleen controleerbare feiten en argumenten worden gebruikt, zag hij als enige manier om iedereen in zijn waarde te laten en een maatschappelijke impasse te voorkomen.

## Bekend van tv
Reynebeau was lange tijd jurylid en commentator van de quiz De Slimste Mens ter Wereld op Eén. In het vijfde seizoen werd zijn plaats ingenomen door Rik Torfs. Daarop nam hij dan ook zelf deel als kandidaat en slaagde hij erin 9 afleveringen in de quiz te blijven, waarna hij uiteindelijk 2de werd.
Reynebeau neemt ook deel aan diverse debatprogramma's.
Ook gaf hij commentaar en bijkomende informatie in De Grote Geschiedenisshow op één en doorkruiste hij voor Canvas, samen met Johnny Rotten, Engeland, in het programma Reynebeau & Rotten en deed nog eens hetzelfde in 2007, maar dan in Wallonië met N-VA-voorzitter Bart De Wever in het programma Weg van België.

## Verenigingen
- Stichtend lid Royal Greater Netherlands African Society
- Lid Belgische Vereniging voor Nieuwste Geschiedenis
- Lid redactieraad Brood & Rozen ('tijdschrift voor Sociale Geschiedenis').

## Onderscheidingen
- Laureaat opstelwedstrijd '50 jaar Sabena' - 1973

## Privéleven
Reynebeau woont in Gent. Hij was gehuwd en is vader van een dochter.
- Bibsys: 98029845
- Bibliothèque nationale de France: cb13484579j (data)
- Gemeinsame Normdatei: 1145893635
- International Standard Name Identifier: 0000 0001 2123 8606
- Library of Congress Control Number: n87854092
- Nationale Bibliotheek van Tsjechië: xx0270418
- Nederlandse Thesaurus van Auteursnamen: 069067597
- Système universitaire de documentation: 035566191
- Virtual International Authority File: 22293934
- WorldCat: E39PBJfMmtTxYK8wXCPBwmFtKd